# پاندیانکولام
پاندیانکولام (به لاتین: Pandiyankulam) یک منطقهٔ مسکونی در سری‌لانکا است که در استان شمالی (سری‌لانکا) واقع شده‌است.